# سرجس تايواني
سرجاس تايواني (الاسم العلمي:Sargassum taiwanicum) هو نوع من الطلائعيات يتبع جنس السرجاس من فصيلة السرجاسية.